# Eacles mayi
Eacles mayi är en fjärilsart som beskrevs av William Schaus 1920. Eacles mayi ingår i släktet Eacles och familjen påfågelsspinnare. Inga underarter finns listade i Catalogue of Life.